# ¡Uno!
¡Uno! es el noveno álbum de estudio de la banda estadounidense de pop punk Green Day. Es el primer álbum de la trilogía de álbumes ¡Uno!, ¡Dos! y ¡Tré!, que Green Day lanzó bajo el sello discográfico Reprise Records entre septiembre y diciembre del 2012.
Green Day comenzó a grabar el material para ¡Uno! el 14 de febrero de 2012, y terminó el 26 de junio del mismo año. El álbum fue publicado el 24 de septiembre en Reino Unido, y el un día después en Estados Unidos. Este álbum será producido, nuevamente y tras un poco más de nueve años, por Rob Cavallo (cuyo último trabajo con la banda había sido en 2004, en su álbum de ópera rock American Idiot).
La portada del álbum fue revelada en un video subido a YouTube por el canal oficial de la banda, y la lista de canciones, fue anunciada en su página oficial de Facebook, el 26 de junio. El primer sencillo de ¡Uno!, titulado como «Oh Love», fue lanzado el 16 de julio de 2012, logrando un gran éxito en los Estados Unidos al alcanzar la posición número 1 en la lista Rock Songs en su semana debut.
Desde el primer día de grabación (el 14 de febrero de 2012), hasta poco antes que terminaron de grabar el álbum (el 26 de junio de 2012), la banda subió vídeos de menos de un minuto a YouTube, en los cuales aparecían los miembros de la banda tocando las nuevas canciones, algunas melodías o haciendo otras cosas en el estudio (el último de estos vídeos fue el 13 de junio).
El álbum ha recibido generalemte críticas positivas. Debutó número 2 en el Billboard 200 de EE. UU., una venta de 139 000 copias en la primera semana. Al álbum además logró estar en el Top 5 de más de 10 países, sobre todo en Europa y el número 1 en Italia, Austria, Hungría, Perú y la lista de Rock del Reino Unido.

## Antecedentes
En agosto del 2011 la banda realizó el primero de lo que sería una serie de conciertos "secretos" en Costa Meza, California. Antes de que siquiera se supiera que iba a haber una trilogía de álbumes, en ese concierto se tocaron quince canciones nuevas, que hasta el momento no se habían publicado en ninguna parte. Seis de estas canciones sería parte de ¡Uno!: «Nuclear Family», «Oh Love», «Carpe Diem», «Troublemaker», «Sweet 16» y «Rusty James».
Posteriormente se tocaron en Los Ángeles otras canciones que posteriormente estarían en ¡Uno!, tales como «Let Yourself Go» y «Kill the DJ».
La banda confirmó que las canciones, en vez de estar solo un álbum, se trataría de una trilogía, comenzando con ¡Uno!, que salió el 25 de septiembre del 2012, siguiendo con ¡Dos!, que salió el 11 de noviembre del 2012 y finalizando con ¡Tré!, cuyo lanzamiento fue el 11 de diciembre de 2012.

## Portada
Billie Joe Armstrong le comento a la revista Rolling Stone:

«Que tal si en la portada de cada uno de los tres álbumes de la trilogía se ponía la cara de cada uno de los miembros de Green Day».

Y así se hizo, las caras de los miembros de la banda aparecerán en cada uno de los álbumes. En ¡Uno! aparece la cara del vocalista y guitarrista de la banda, Billie Joe Armstrong (es atravesado por unas cruces '✗' color rosado), en blanco y negro, junto con los logo de la banda y del álbum, el primero de color rosado, mientras que el segundo de blanco simplemente, ambos en un estilo de grafiti, y el fondo de la portada es color verde neón.
Las portadas de Oh Love, Kill the DJ y Let Yourself Go, los sencillos del disco, tienen el mismo estilo de grafito y con las '✗' cambiando los colores de fondo y del logotipo de Green Day.

## Grabación y lanzamiento

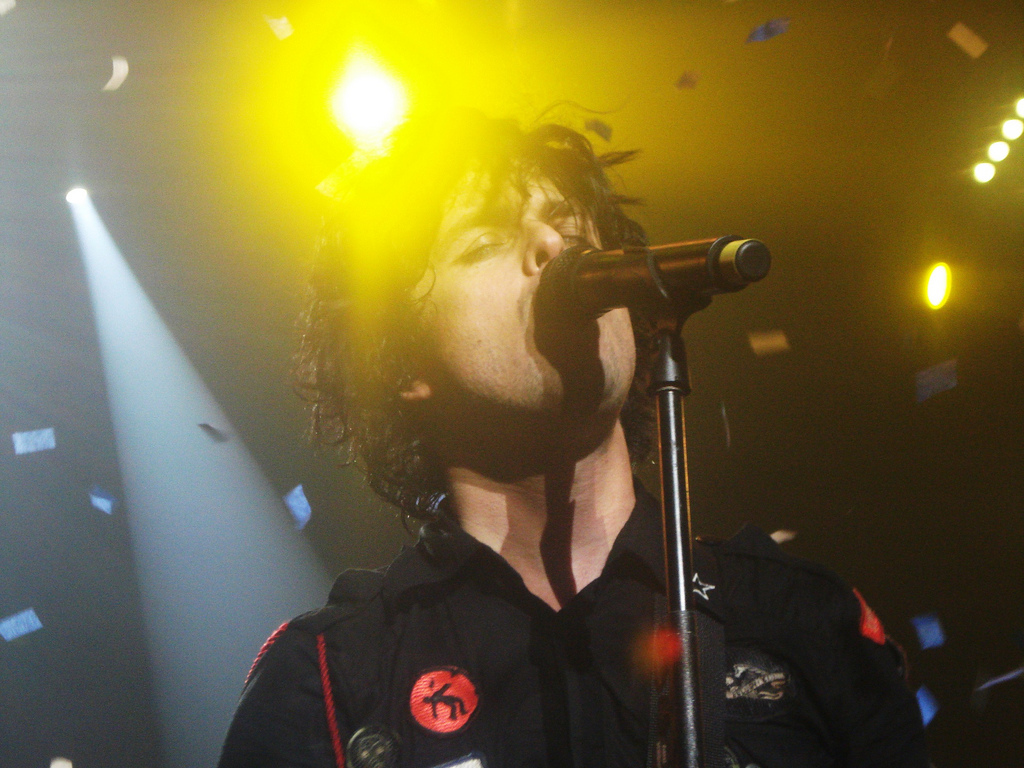
Billie Joe escribió la letra de todas las canciones.

El 14 de febrero de 2012, Billie Joe Armstrong anunció a través de su cuenta oficial de Twitter, que la banda estaba en el estudio, grabando material para su nuevo álbum. Luego, ya casi dos meses después, el 11 de abril de 2012, la banda anunció a través de un comunicado de prensa que ellos lanzarán una trilogía de álbumes, titulada: ¡Uno!, ¡Dos! y ¡Tré!. En la misma declaración, Armstrong dijo: «Estamos en la época más prolífica y creativa en nuestras vidas... Esta es la mejor música que he escrito, y las canciones siguen llegando. En lugar de hacer un álbum, estamos haciendo una trilogía. Cada canción tiene el poder y la energía que representa Green Day en todos los niveles emocionales. No podemos ayudarnos a nosotros mismos... Vamos épico como follar!».

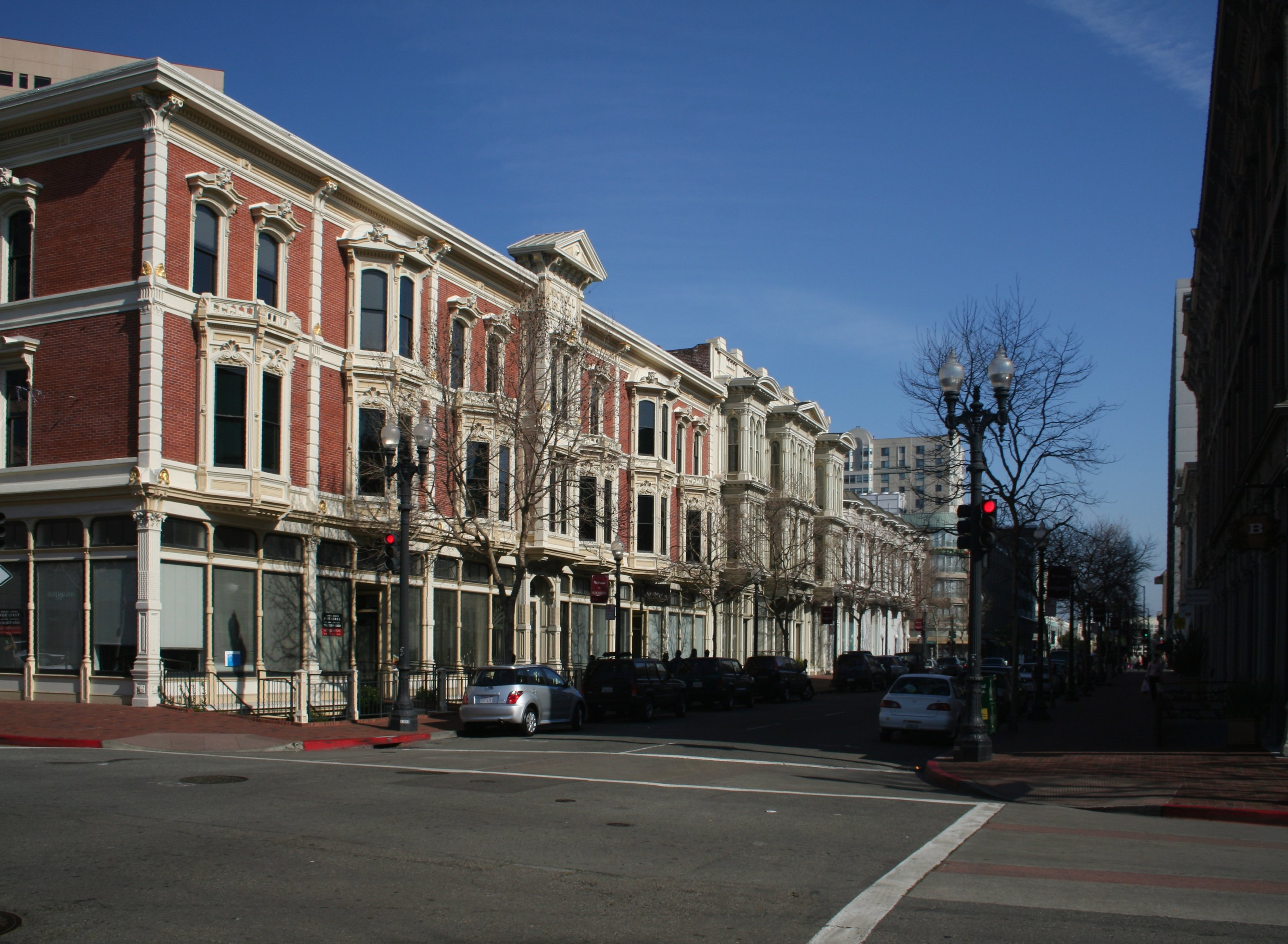
Oakland, ciudad en donde se grabó el álbum.

 La banda comenzó su trabajo ensayando todos los días y componiendo canciones. Ellos grabaron muchas canciones, y en un principio, pensaron en hacer un álbum doble. Armstrong sugirió hacer una trilogía de álbumes como Van Halen I, Van Halen II y Van Halen III, de Van Halen. Él dijo en una entrevista: «Las canciones simplemente siguieron llegando y siguieron llegando. Dije: ¿Tal vez un álbum doble? No, eso es demasiado en estos días. Entonces las canciones siguieron llegando y un día les dije a los otros: ´En vez de Van Halen I, II y III, ¿Que sería con Green Day I, II y III con la cara de cada uno en nuestra portada?´».
El 11 de abril, Green Day anunció a través de un comunicado de prensa, que ellos lanzarían una trilogía de discos, y que se llamarían ¡Uno!, ¡Dos! y ¡Tré!, y que serían lanzados el 25 de septiembre, el 13 de noviembre de 2012, y el 11 de diciembre de 2012, respectivamente, a través de Reprise Records. ¡Uno!, el primer álbum de la trilogía, se estrenaría el 24 y 25 de septiembre, en el Reino Unido y en los Estados Unidos, respectivamente. El álbum es producido por el por largo tiempo productor de la banda: Rob Cavallo, productor de Dookie, Insomniac, Nimrod y American Idiot.
El 16 de julio se estrenó «Oh Love» el primer sencillo de la trilogía, perteneciente a ¡Uno!; con un vídeo en su cuenta oficial de Youtube, en el que se puede oír la canción completa, además de la letra de esta. La canción posee como género el power pop y también rock alternativo. La canción se posicionó en el puesto número uno en la lista Rock Songs y en el número tres en Alternative Songs de la revista Billboard, además de altas posiciones en listas de Canadá, Japón y Bélgica.

El 30 de julio, Alternative Press estrenó un video en vivo de la banda tocando «Let Yourself Go», canción y sencillo del álbum. Dos días después, el 1 de agosto, el video fue publicado en el canal oficial de Green Day en Youtube. El 31 de julio fue publicada la imagen de «Kill The DJ», el segundo sencillo de ¡UNO!. El 11 de agosto se anunció mediante la página de MTV que el video de Oh Love sería estrenado exclusivamente el 14 de agosto a las 7:49 AM seguido de una entrevista de 30 minutos en el canal, exclusivamente
El 13 de agosto fue presentado en la radio inglesa BBC Radio 1 a las 7:30 p. m. (Hora Local) el segundo sencillo del álbum «Kill the DJ», que como bien dijo en sus declaraciones Armstrong es un ritmo Fourth on the Floor. El sencillo fue un éxito moderado en el Reino Unido, Bélgica y Australia. El 4 de septiembre salió el vídeo oficial de la canción.
El 5 de septiembre fue lanzada en iTunes la versión de estudio del tercer sencillo de ¡Uno!, llamado «Let Yourself Go.» Al día siguiente, el 6 de septiembre, la canción fue interpretada en los MTV Video Music Awards. La canción entró a la lista de Rock del Reino unido en la posición número 2, y posteriormente ingresó en la de Estados Unidos, alcanzando el número 20.
El 11 de septiembre fue publicado en Yahoo! el video musical oficial de Nuclear Family, además de un comentario de que esta canción seriá un sencillo promocional del álbum, con una versión oficial de 3:02 minutos de duración. El video muestra a Billie Joe Armstrong, Mike Dirnt, Tre Cool y a Jason White ensayando en una especie de estudio, que podrían ser los Jingletown Studios. Posteriormente, el 20 de septiembre, salió el video de Stay The Night, con una temática familiar al de Nuclear Family.
El 25 de septiembre el álbum salió a la venta teniendo un éxito moderado a nivel mundial. En Estados Unidos vendió 147.000 copias en su primera semana, debutando en el puesto número dos en la lista musical Billboard 200. En Reino Unido también debutó en el número dos con 45.781 copias. En Europa el álbum logró posicionarse en el top cinco en más de 10 países, principalmente de Europa y de Oceanía. El álbum fue número 1 en Austria, Italia, Hungría y Perú.
El disco fue certificado "Plata" en el Reino Unido tres días antes de haber sido publicado el disco y posteriormente fue certificado "Oro" en Austria y Japón.

## Recepción Crítica
Las críticas hacia el disco fueron, en su mayoría, positivas. Tales como la de la revista Rolling Stone, diciendo: "«Let Yourself Go» y «Nuclear Family» suenan a las mejores canciones de Green Day, los de Dookie (1994) y Nimrod (1997). La inclusión de piezas cortadas con patrones similares –«Rusty James», «Angel Blue», «Carpe Diem», «Loss of Control»– y el admirable manejo de la melodía en Sweet 16 y Fell for You –puro bubblegum– confirman un estado de forma excepcional". Además esta revista le dio una calificación de cuatro estrellas de cinco posibles.
El portal TodoPunk le consedió 7.5 estrellas de 10, diciendo: "Así, estas [las canciones] suenan menos distorsionadas, más limpias, pero las canciones, en su conjunto, disfrutan de una inmediatez propia de la época dorada del grupo". Además enfatizó la diferencia con los dos álbumes anteriores de la banda diciendo: "Nada de canciones tipo «Homecoming» o «Jesus of Suburbia», sino más en la estela de «Poprocks and Coke»: nada de rodeos ni secciones. Ni rastro de la épica mostrada en sus dos entregas anteriores (American Idiot y 21st Century Breakdown)".
Dentro de las críticas negativas están las de The Independent, diciendo que las canciones era solo "Rock corporativo" y las de Los Angeles Times, diciendo que era "demasiado típico y comercial para ser un álbum de punk".

## Música
En una entrevista a la revista Rolling Stone, Billie Joe Armstrong declaró que el tema de su nuevo álbum (¡Uno!) sería diferente al de American Idiot (2004), y 21st Century Breakdown (2009), y que no sería una tercera ópera rock. Asimismo, añadió: «Queremos algo con más pegada, más power pop – algo entre AC/DC y los principios de The Beatles». También señaló que algunas canciones del álbum sonarían como garage rock y dance music.
Según Armstrong, la canción del álbum titulada «Kill the DJ», estaría cerca de la «dance music» y el ritmo «four-on-the-floor», ritmos que la banda nunca antes había hecho.
Billie Joe agrega que «En ¡Uno!, te estás adentrando en la fiesta. Ya en ¡Dos!, estas dentro de ella. Y para el tercer disco (¡Tré!)... ya estás limpiando el desastre!». También Mike Dirnt comenta que «Todo este año pasado (2011) estuvieron ensayando las canciones, y afinándolas correctamente». Además, el productor Rob Cavallo menciona que «Ellos querían volver a la simplicidad de Dookie».

## Promoción

### ¡Uno!, ¡Dos!, ¡Tré! World Tour
Las fechas para empezar el ¡Uno!, ¡Dos!, ¡Tré! World Tour estaban programadas para septiembre de 2012, pero debido a que Billie Joe Armstrong ingresó a rehabilitación por abuso de sustancias tras el desenfado ocurrido en el festival IHeart Radio donde la banda salió enfurecida del escenario porque les acortaron el tiempo de su concierto, así que la banda pospuso el inicio de la gira hasta noviembre. La gira fue planeada para empezar en Seattle, el 26 de noviembre.

### Angry Birds
Además de la gira y los sencillos, Green Day también utilizó el juego de Internet y aplicación de Facebook Angry Birds, en el que tienen una sección especial de varios niveles con la escenificación de la banda.
En juego se pueden oír las canciones Oh Love como fondo y; desbloqueada al pasar un nivel especial (la Golden Grenade 1); Troublemaker, que sería una canción nueva y de promoción al álbum.
Después de la salida de ¡Uno! a los mercados, el 6 de octubre salió el video musical de Troublemaker, que es una compilación de imágenes de la banda en el estudio y en conciertos realizados durante la grabación del álbum.

### Sencillos
El primer sencillo del álbum es «Oh Love», publicado el 16 de julio de 2012 como sencillo principal del álbum, junto con un vídeo con la letra de la canción subido a YouTube por la cuenta oficial de la banda. La canción debutó como número uno en el ranking estadounidense Rock Songs, siendo desplazada a la semana siguiente por «Burn It Down» de Linkin Park, y luego de otra semana volviendo al número uno, para estar por seis semanas más en el primer lugar. Esta canción es la primera canción de la banda en debutar como número uno en esta lista, y la tercera en la historia en debutar como número uno, tras «The Catalyst» de Linkin Park el 21 de agosto de 2010, y «Rope» de Foo Fighters el 12 de marzo de 2011. El vídeo oficial de «Oh Love» fue estrenado el 15 de agosto, de manera simultánea entre la cadena televisa MTV y su página web oficial, seguido de una entrevista de 30 minutos a Green Day, en la que respondían preguntas enviadas por los fanes. En el vídeo se muestra a la banda tocando la canción en un galpón lleno de grafitis equipos técnicos y algunos camarógrafos, y acompañados por un grupo de bellas chicas tatuadas que juguetean entre sí, toman alcohol y bailan, haciendo movimientos sexualmente sugerentes.
El segundo sencillo de ¡Uno! fue «Kill the DJ», que fue destinado para el Europa y Australia, saliendo el 13 de agosto. La canción tuvo un éxito moderado, entrando rápidamente a las listas musicales del Reino Unido, Australia y Bélgica. El vídeo musical fue dirigido por Samuel Bayer, habitual colaborador de la banda quien también hizo el vídeo de «Oh Love» y de todos los vídeos de American Idiot. El adelanto del vídeo se publicó el 29 de agosto del 2012, en una cuenta de Warner en YouTube. El vídeo de la canción fue estrenado en un programa de televisión Inglés el 2 de septiembre y fue oficialmente estrenado dos días después en la cuenta de Warner de YouTube. El video muestra inicialmente al trío conduciendo motos en un desierto antes de emprender camino a un club nocturno.
Una vez dentro, la banda toca la canción frente a una multitud reunida peleándose y que aparece bañada en sangre.
El tercer sencillo fue «Let Yourself Go», estrenando 5 de septiembre, con el que entraron en la primera semana en la posición número 2 de la lista de Rock del Reino Unido. Un día después de que el sencillo fuera estrenado, la banda tocó esta canción en los Video Music Awards. Esta presentación fue una de las más comentadas de la noche. La segunda parte del coro fue cantada por Jason White, guitarrista rítmico de la banda, pues Billie Joe Armstrong había estado internado en el hospital unos días antes y había tenido problemas con la voz y con un cuadro de deshidratación.
Además de estos también fueron subidos a YouTube en la cuenta oficial de Green Day los vídeos musicales de Nuclear Family, Troublemaker y Stay The Night, vídeos en las cuales se muestran imágenes de la banda tocando en el estudio, mientras graban las canciones (en Troublemaker también escenas de un concierto).
| Sencillo                                                                                                | Año  | Posicionamiento en algunas listas musicales | Posicionamiento en algunas listas musicales | Posicionamiento en algunas listas musicales | Posicionamiento en algunas listas musicales | Posicionamiento en algunas listas musicales | Posicionamiento en algunas listas musicales | Posicionamiento en algunas listas musicales | Posicionamiento en algunas listas musicales | Posicionamiento en algunas listas musicales | Posicionamiento en algunas listas musicales | Posicionamiento en algunas listas musicales | Posicionamiento en algunas listas musicales | Posicionamiento en algunas listas musicales | Posicionamiento en algunas listas musicales | Posicionamiento en algunas listas musicales |
| Sencillo                                                                                                | Año  | EUA                                         | Rock                                        | Alt.                                        | AUS                                         | BEL                                         | TIP                                         | CAN                                         | Rock                                        | Alt.                                        | COR                                         | ALE                                         | HOL                                         | JAP                                         | RU                                          | Rock                                        |
| --- | ---- | ------------------------------------------- | ------------------------------------------- | ------------------------------------------- | ------------------------------------------- | ------------------------------------------- | ------------------------------------------- | ------------------------------------------- | ------------------------------------------- | ------------------------------------------- | ------------------------------------------- | ------------------------------------------- | ------------------------------------------- | ------------------------------------------- | ------------------------------------------- | ------------------------------------------- |
| «Oh Love»                                                                                               | 2012 | 97                                          | 1                                           | 3                                           | 72                                          | 24                                          | 74                                          | 45                                          | 1                                           | 3                                           | 16                                          | 44                                          | 88                                          | 5                                           | —                                           | 18                                          |
| «Kill the DJ»                                                                                           | 2012 | —                                           | —                                           | —                                           | 52                                          | 62                                          | 14                                          | —                                           | —                                           | —                                           | 12                                          | —                                           | —                                           | —                                           | 110                                         | —                                           |
| «Let Yourself Go»                                                                                       | 2012 | —                                           | 29                                          | 20                                          | 121                                         | —                                           | —                                           | —                                           | 44                                          | 28                                          | —                                           | —                                           | 99                                          | —                                           | 193                                         | 2                                           |
| «—» indica un tema que no se posicionó en las listas de éxitos, que no fue publicado en ese territorio. |      |                                             |                                             |                                             |                                             |                                             |                                             |                                             |                                             |                                             |                                             |                                             |                                             |                                             |                                             |                                             |

## Lista de canciones
La lista de canciones de ¡Uno! fue revelada el 26 de junio de 2012, a través de su página oficial.

Todas las letras escritas por Billie Joe Armstrong, toda la música compuesta por Green Day. 
| N.º   | Título            | Duración |  |
| 1.    | «Nuclear Family»  | 3:03     |  |
| 2.    | «Stay the Night»  | 4:36     |  |
| 3.    | «Carpe Diem»      | 3:25     |  |
| 4.    | «Let Yourself Go» | 2:56     |  |
| 5.    | «Kill the DJ»     | 3:44     |  |
| 6.    | «Fell for You»    | 3:08     |  |
| 7.    | «Loss of Control» | 3:07     |  |
| 8.    | «Troublemaker»    | 2:45     |  |
| 9.    | «Angel Blue»      | 2:46     |  |
| 10.   | «Sweet 16»        | 3:03     |  |
| 11.   | «Rusty James»     | 4:09     |  |
| 12.   | «Oh Love»         | 5:03     |  |
| 41:50 |                   |          |  |

| Edición de lujo de iTunes |                                   |          |  |
| N.º                       | Título                            | Duración |  |
| 13.                       | «Stay the Night» (video musical)  | 4:39     |  |
| 14.                       | «Let Yourself Go» (video en vivo) | 3:44     |  |
| 15.                       | «Kill the DJ» (video musical)     | 3:44     |  |
| 16.                       | «Oh Love» (video musical)         | 5:09     |  |
| 57:76 1:24                |                                   |          |  |

| Edición japonesa |                                   |          |  |
| N.º              | Título                            | Duración |  |
| 13.              | «Let Yourself Go» (video en vivo) |          |  |

## Posicionamiento en listas
| País              | Listas                      | Mejor posición |
| 2012              | 2012                        | 2012           |
| ----------------- | --------------------------- | -------------- |
| Alemania          | Media Control Charts        | 3              |
| Argentina         | CAPIF                       | 9              |
| Austria           | Ö3 Austria Top 40           | 1              |
| Australia         | Australian Album Chart      | 3              |
| Bélgica (Flandes) | Ultratop 50                 | 6              |
| Bélgica (Valonia) | Ultratop 50                 | 5              |
| Corea del Sur     | Gaon Albums Chart           | 2              |
| Canadá            | Canadian Albums Chart       | 3              |
| Dinamarca         | Tracklisten                 | 8              |
| Escocia           | Scottish Albums Chart       | 3              |
| España            | Lista de España             | 4              |
| Estados Unidos    | Billboard 200               | 2              |
| Estados Unidos    | Rock Albums                 | 1              |
| Estados Unidos    | Alternative Albums          | 2              |
| Estados Unidos    | Digital Albums              | 2              |
| Estados Unidos    | Tastemaker Albums           | 2              |
| Finlandia         | The Official Finnish Charts | 4              |
| Francia           | SNEP                        | 12             |
| Hungría           | Hungarian Albums Chart      | 1              |
| Irlanda           | Irish Albums Chart          | 3              |
| Italia            | Italian Albums Chart        | 1              |
| Japón             | Japan Albums Chart          | 3              |
| México            | Top 100 de México           | 3              |
| Noruega           | VG-lista                    | 3              |
| Nueva Zelanda     | New Zealand Albums Chart    | 2              |
| Países Bajos      | MegaCharts                  | 8              |
| Perú              | Lista de Álbumes de Perú    | 1              |
| Polonia           | Polish Albums Chart         | 12             |
| Portugal          | Portuguesse Albums Chart    | 13             |
| Reino Unido       | UK Albums Chart             | 2              |
| Reino Unido       | UK Rock Chart               | 1              |
| República Checa   | Czech Republic Albums Chart | 7              |
| Suecia            | Swiss Albums Chart          | 4              |
| Suiza             | Swedish Albums Chart        | 3              |

### Sucesión en listas
| Predecesor: Bad de Michael Jackson       | Italia Albums Chart — Álbum N.º 1 4 de octubre del 2012 — 11 de octubre de 2011           | Sucesor: The 2nd Law de Muse |
| Predecesor: The Truth About Love de Pink | Austria Albums Chart — Álbum N.º 1 5 de octubre de 2012 — 12 de octubre de 2012           | Sucesor: The 2nd Law de Muse |
| Predecesor: Head Down de Rival Sons      | Reino Unido Rock Albums Chart — Álbum N.º 1 6 de octubre del 2012 — 13 de octubre de 2011 | Sucesor: The 2nd Law de Muse |
| Predecesor: Big City Lights de LORD      | Hungría Albums Chart — Álbum N.º 1 24 de septiembre de 2012 — 30 de septiembre de 2012    | Sucesor: 2084 de ÁKOS        |

### Certificaciones
| País        | Organismo certificador | Certificación | Ventas certificadas |
| ----------- | ---------------------- | ------------- | ------------------- |
| Austria     | IFPI Austria           | Oro           | 10 000              |
| Reino Unido | BPI                    | Plata         | 60 000              |
| Japón       | RIAJ                   | Oro           | 100 000             |

## Historial de lanzamiento
| País           | Fecha                    | Formato              |
| -------------- | ------------------------ | -------------------- |
| Alemania       | 21 de septiembre de 2012 | CD, descarga digital |
| Australia      | 21 de septiembre de 2012 | CD, descarga digital |
| Austria        | 21 de septiembre de 2012 | CD, descarga digital |
| Italia         | 21 de septiembre de 2012 | CD, descarga digital |
| Nueva Zelanda  | 21 de septiembre de 2012 | CD, descarga digital |
| Escocia        | 24 de septiembre de 2012 | CD, descarga digital |
| Reino Unido    | 24 de septiembre de 2012 | CD, descarga digital |
| Canadá         | 25 de septiembre de 2012 | CD, descarga digital |
| Estados Unidos | 25 de septiembre de 2012 | CD, descarga digital |
| Japón          | 25 de septiembre de 2012 | CD, descarga digital |
| Brasil         | 25 de septiembre de 2012 | CD, descarga digital |
| México         | 25 de septiembre de 2012 | CD, descarga digital |

## Créditos
| Green Day - Billie Joe Armstrong: voz principal, guitarra - Mike Dirnt: bajo, armonías vocales - Tré Cool: batería, percusión - Jason White: guitarra Músicos adicionales - Tom Kitt: arreglo de cuerdas - Jeff Matika: armonías vocales (solo en Nuclear Family y Stay the Night) | Producción - Rob Cavallo, Green Day: producción - Chris Dugan: ingeniero de sonido - Chris Lord-Alge: mezcla - Ted Jensen: masterización Arte de la portada - Chris Bilheimer: diseño, fotografía, esténcil |